# Sophronia finitimella
Sophronia finitimella is een vlinder uit de familie tastermotten (Gelechiidae). De wetenschappelijke naam is voor het eerst geldig gepubliceerd in 1905 door Rebel.
De soort komt voor in Europa.